# Monti Wuling
I Monti Wuling (in cinese: 武陵山脈T, 武陵山脉S, Wǔlíng ShānmàiP) sono una catena montuosa situata nella parte centrale della Cina, che si estende dalla municipalità di Chongqing (重庆, la più popolosa dell'intero paese) e dalla parte orientale della provincia di Guizhou (贵州) fino all'Hunan (湖南) occidentale.
Tra queste montagne vivono numerosi gruppi etnici, tra cui Tujia, Han, Hmong, Dong e Bai.

## Wulingyuan
Wulingyuan (in cinese:  武陵源风景名胜区, Wǔlíng YuánS) è un'area di interesse storico e paesaggistico che fa parte dei Monti Wuling, situata nella provincia di Hunan e che è inclusa nella lista dei Patrimoni dell'umanità dell'UNESCO. Quest'area è famosa per la tipologia delle formazione carsiche e per gli oltre 3.000 pilastri di quarzite di arenaria, alcuni dei quali sono alti più di 200 metri.

## Fanjing
La cima più elevata dei Monti Wuling è il Fanjing (in cinese: Fanjing Shan 梵净山), alto 2.570 m, e situato nella provincia di Guizhou. Il monte si trova all'interno della Riserva naturale di Fanjingshan (梵净山生态保护区), designata nel 1978 dall'UNESCO come Riserva della biosfera e inclusa dal 2018 nella lista dei Patrimoni dell'umanità.